# Slickville
Slickville es un lugar designado por el censo (en inglés, census-designated place, CDP) ubicado en el condado de Westmoreland, Pensilvania, Estados Unidos. Según el censo de 2020, tiene una población de 339 habitantes.

## Geografía
La localidad está ubicada en las coordenadas 40°27′44″N 79°31′6″O / 40.46222, -79.51833 (40.462104, -79.518421).

## Demografía
Según la Oficina del Censo, en 2000 los ingresos medios por hogar en la localidad eran de $37,625 y los ingresos medios por familia eran de $50,313. Los hombres tenían unos ingresos medios de $47,292 frente a los $26,250 para las mujeres. La renta per cápita para la localidad era de $18,111. Alrededor del 14.7% de la población estaba por debajo del umbral de pobreza.
De acuerdo con la estimación 2015-2019 de la Oficina del Censo, los ingresos medios por hogar en la localidad son de $47,083 y los ingresos medios por familia son de $39,415. Alrededor del 6.5% de la población está por debajo del umbral de pobreza.